# 2010年亞洲運動會空手道比賽
2010年亞洲運動會空手道比賽於11月24日至26日在广东体育馆舉行，共產生13枚金牌。

## 獎牌統計
| 排名 | 国家／地区         | 金牌 | 银牌 | 铜牌 | 總數 |
| ---- | ------------------ | ---- | ---- | ---- | ---- |
| 1    | 日本（JPN）        | 2    | 4    | 0    | 6    |
| 2    | 马来西亚（MAS）    | 2    | 2    | 1    | 5    |
| 3    | 伊朗（IRI）        | 2    | 0    | 2    | 4    |
| 4    | 中国（CHN）        | 2    | 0    | 1    | 3    |
| 4    | （KAZ）            | 2    | 0    | 1    | 3    |
| 6    | 约旦（JOR）        | 1    | 1    | 1    | 3    |
| 6    | 科威特运动员 (IOC) | 1    | 1    | 1    | 3    |
| 6    | 越南（VIE）        | 1    | 1    | 1    | 3    |
| 9    | 中华台北（TPE）    | 0    | 2    | 4    | 6    |
| 10   | 印度尼西亚（INA）  | 0    | 1    | 2    | 3    |
| 11   | 沙特阿拉伯（KSA）  | 0    | 1    | 1    | 2    |
| 12   | 中国澳门（MAC）    | 0    | 0    | 3    | 3    |
| 12   | 韩国（KOR）        | 0    | 0    | 3    | 3    |
| 14   | 中国香港（HKG）    | 0    | 0    | 2    | 2    |
| 14   | 泰国（THA）        | 0    | 0    | 2    | 2    |
| 16   | （UZB）            | 0    | 0    | 1    | 1    |
| 合計 | 合計               | 13   | 13   | 26   | 52   |

## 各項成績

### 男子
| 項目      | 金牌                              | 银牌                                 | 铜牌                                                  |
| 個人型    | 顧振傑（马来西亚）                | 大木格（日本）                       | 法伊兹·扎因丁（科威特） · 優素福·哈爾比（印度尼西亚） |
| -55公斤級 | 普瓦内斯瓦蘭·拉馬薩米（马来西亚） | 伊馬德·穆罕默德·馬勒基（沙特阿拉伯） | 希蘭尼提沙蓬·沙拉探（泰国） · 謝政剛（中华台北）      |
| -60公斤級 | 达尔汉·阿萨季诺夫（）             | 巴沙爾·納賈爾（约旦）                | 唐尼·達爾馬萬（印度尼西亚） · 陳明德（越南）          |
| -67公斤級 | 里納特·薩甘季科夫（）             | 阿卜杜拉·奧泰比（科威特）            | 法赫德·阿提亞·S·哈薩米（沙特阿拉伯） · 李志煥（韩国） |
| -75公斤級 | 哈馬德·努韋姆（科威特）           | 黃昊昀（中华台北）                   | 金度願（韩国） · 李嘉維（中国香港）                   |
| -84公斤級 | 賈西姆·穆達米·維什卡伊（伊朗）    | 荒賀龍太郎（日本）                   | 穆塔桑比拉·海爾（约旦） · 嚴子堯（中华台北）          |
| +84公斤級 | 扎比烏拉·普爾沙卜（伊朗）         | 奧馬爾·西亞里夫（印度尼西亚）        | 哈立德·哈立多夫（） · 李廣祥（中国澳门）              |

### 女子
| 項目      | 金牌                | 银牌                          | 铜牌                                               |
| 個人型    | 宇佐美里香（日本）  | 黃鈺淇（中华台北）            | 張佩思（中国澳门） · 林莉莉（马来西亚）            |
| -50公斤級 | 李红（中国）        | 武氏月英（越南）              | 陳彦卉（中华台北） · 雅妮莎·多拉达那瓦他纳（泰国） |
| -55公斤級 | 黎碧芳（越南）      | 小林美希（日本）              | 安台恩（韩国） · 法蒂瑪·沙拉基（伊朗）             |
| -61公斤級 | 宮本優（日本）      | 亞米妮·戈帕拉沙米（马来西亚） | 陳枷彣（中国香港） · 巴爾諾·米爾扎耶娃（）         |
| -68公斤級 | 冯兰兰（中国）      | 本間繪美子（日本）            | 劉亞力（中华台北） · 莎米拉·馬利基普爾（伊朗）     |
| +68公斤級 | 馬娜爾·沙斯（约旦） | 賈邁利婭·賈邁勒丁（马来西亚） | 賈嘉惠（中国澳门） · 汤玲玲（中国）                |